# Tom Collins (homme politique)
Thomas George Howard Collins est un homme politique britannique, membre du parti travailliste. Il est député de Worcester depuis 2024. Il a obtenu le siège du Parti conservateur après le départ du député sortant Robin Walker.
Avant son élection, il travaille pendant 19 ans à Worcester Bosch (en).